# ジョン・レディー・ブラック
ジョン・レディー・ブラック（John Reddie Black、1826年1月8日 - 1880年6月11日）は、スコットランド生まれの出版者、ジャーナリスト、作家、写真家、歌手。彼のキャリアの多くは中国と日本で費やされ、2週間に1回の頻度で写真入りのニュース雑誌『ファー・イースト The Far East』を含むいくつかの新聞を出版した。 

## 経歴・人物

### 来日前
ブラックはスコットランドのディザートでイギリス人の両親に生まれた。ブラックの初期の人生はほとんど知られていないが、1854年に彼はイギリス海軍の将校としてのキャリアの可能性を放棄し、妻と一緒にオーストラリアに移住した。初期の仕事に失敗すると、ブラックは歌手としてのキャリアを始めた。そして、オーストラリア、インド、中国を回り、日本でツアーを終えた。 1864年の香港と上海での公演は、同年の6月と7月の横浜での公演と同様に、地元のマスコミから大変な評判を呼んだ。彼は日本で生活するつもりはなかったが、11年以上そこに留まることになった。

### 日本での活動
1864年、横浜外国人居留地での『ジャパン・ヘラルド The Japan Herald』（日本で最初の英字新聞）の所有者であるアルバート・ハンサードは、ブラックにその紙面でオークションビジネスの仕事を提供し、1865年にはこの新聞の共同経営者に迎え入れた。 1867年、ハンサードとブラックのパートナーシップは破産を宣言したが、同年、ブラックは自らの手で『ジャパン・ガセット The Japan Gazette』という新聞を設立した。これは幕末の劇的な改革運動を報道する夕刊紙だった。彼は1870年に「極東と世界の最も古い帝国王朝の主題との間の親善と兄弟愛」を促進する目的で、『ファー・イースト The Far East』誌を東京を拠点に設立した。初版は1870年5月30日号であった。 
『ファー・イースト The Far East』は、日本の歴史、芸術、マナー、習慣に関する記事を提供しており、写真製版がまだ始まったばかりの当時、添付されたオリジナルの写真で説明されていた点で特筆べきものであった。新聞の社内写真家はオーストリア人の ミヒャエル・モーザーだったが、アマチュア写真家のブラックはモーザーの画像を自分のもので補った。作品が新聞にも掲載された重要な写真家には、 内田九一 、鈴木真一 、およびウィリアム・サンダースが含まれていた 。ブラックは、『ファー・イースト The Far East』の出版の初期の困難のいくつかに言及している。それは、日本人写真家が撮影した写真は、地元の天候の有害な影響、適切な写真用化学薬品と紙の劣悪と希少性、および生成された画像の質の悪さ（彼の目に）であった。 1873年まで、ブラックは写真の継続料金を支払うことができなかったり、または、支払いたがらなかった。しかし、1873年から、彼は出版した写真に対して「謝礼金」を支払い始めた。1874年7月から、『ファー・イースト The Far East』は上海でも出版された。したがって、新聞に登場する被写体は、それから主に中国人となった。1878年12月以降、『ファー・イースト The Far East』が出版された形跡はない。 
『ファー・イースト The Far East』を設立して間もなく、『ジャパン・ガセット The Japan Gazzete』を維持しながら、ブラックは日本語の新聞の発行に取り組んた。彼は外国人居留地の他の居住者からこの努力に対してほとんど支援を受けなかったが、日本語で出版された質の高い新聞の必要性を確信し 、日本語と経営に精通したポルトガル人の友人フランシスコ・ダ・ローザの助けを借りて、また日本人編集者とともに、彼は政府から『日新真事誌 Nisshin Shinjishi』出版の許可を取って設立した 。最初の出版は1872年4月23日号だった。同年、ブラックは政府の政策、太政官の議事録に関する記事を発行する許可を受け取った。ブラックは言論の自由と民主主義の拡大を含む政治改革を公然と主張し、政府がますます影響力を持つようになるにつれて、政府は彼を黙らせるように機動し、同時にイギリス当局との論争を注意深く避けた。 1874年、政府は太政官左院の部局にブラックを外国人顧問として向かい入れるために重要なポストを用意した。彼は『日新真事誌 Nisshin Shinjishi』から身をひくという条件を飲み、太政官左院の顧問としての職務を受け入れた。翌年、明治政府は政府に対する批判を禁止し、外国人を日本語新聞の編集から除外する新しい法律を導入した。法律が施行されてから1週間後、ブラックは翻訳局の下位の職に移され、その後すぐに解雇されてしまった。報道規制にもかかわらず、ブラックはもう1つの新聞、『万国新聞 Bankoku Shimbun』を発行した。政府は、駐日英国公使のハリー・パークスを介して、ブラックに日本語新聞の出版を禁止した。ブラックはロンドンの裁判所でこの禁止措置と戦ったが失敗し、すぐに日本を去って上海に落ち着いた。

### 中国での活動
1876年、ブラックはポートフォリオとアルバムを含むアート作品と写真を販売するために上海に『ファー・イースト・アート・エージェンシー The Far East Agency』を設立した。彼は1879年に『上海マーキュリー The Shanghai Mercury』を立ち上げた。この新聞は40年間出版され続けた。

### 再び日本へ
ブラックは横浜に戻り、1880年6月11日に亡くなり、未亡人と3人の子供を残した。彼の息子、 ヘンリー・ジェームズ・ブラック （Henry James Black、1858年 - 1923年）は、日本では快楽亭ブラック（Kairakutei Black）という名前で有名になった。彼は当時日本で唯一の外国生まれの落語家であった。

## 伝記
- 奥武則『ジョン・レディ・ブラック―近代日本ジャーナリズムの先駆者』岩波書店、2014年

## 参考
- ベネット、テリー 古い日本の写真：コレクターズデータガイドロンドン：Quaritch、2006年。 ISBN 0-9550852-4-1 （ハード）
- ベネット、テリー 日本での写真：1853–1912バーモント州ラトランド：チャールズE.タトル、2006年。 ISBN 0-8048-3633-7 （ハード）
- ハインツ、盛岡、佐々木美代子  Bue-Eyed Storyteller：Henry Black and His Rakugo Career 。 2008年1月4日にアクセス。 もともとモニュメンタニッポニカ Vol。 38、No。2。（1983年夏）。